# Eleocharis niederleinii
Eleocharis niederleinii är en halvgräsart som beskrevs av Johann Otto Boeckeler. Eleocharis niederleinii ingår i släktet småsäv, och familjen halvgräs. Inga underarter finns listade i Catalogue of Life.